# Kjell Ekström (museiman)
Kjell Dag Thure Ekström, född 25 juli 1961 i Jomala, är en finländsk museiman, konstnär och kulturadministratör.
Ekström blev filosofie magister 1988. Han var 1987–1989 etnolog vid Ålands sjöfartsmuseum och 1990–2003 chef för Ålands museum, där han gärna satsade på okonventionella utställningar, exempelvis "Den tatuerade ålänningen".
Ekström är också självlärd konstnär med akvareller som specialitet. Vid sidan av en rad utställningar runtom i Norden och i Estland, Lettland, Italien, Tyskland och Spanien har han sammanställt böcker med egna illustrationer och publicerat en stor mängd böcker. Den etnologiska översikten Klockor på locket behandlar dekortationsmåleriet under 1700-talet på Åland (1988). Ekström har skrivit flera konstnärsbiografier om bland andra Victor Westerholm, Hanna Rönnberg, Erik Juselius och Edvard Westman. Han är ordförande för Önningeby hembygdsförening, som driver Önningebymuseet där man visar verk av Victor Westerholm och kretsen kring honom.